# 8987 Cavancuddy
8987 Cavancuddy è un asteroide della fascia principale. Scoperto nel 1978, presenta un'orbita caratterizzata da un semiasse maggiore pari a 2,6441068 au e da un'eccentricità di 0,0920365, inclinata di 3,40791° rispetto all'eclittica.